# وانژک اوردناتسکی
وانژک اوردناتسکی (به لاتین: Łążek Ordynacki) یک روستا در لهستان است که در گمینا یانوف لوبلسکی واقع شده‌است. وانژک اوردناتسکی ۵۳۰ نفر جمعیت دارد.